# Slobodan Škrbić
Slobodan Škrbić (srbskou cyrilicí Слободан Шкрбић; 18. října 1944, Bělehrad - 16. března 2022, Bělehrad) byl jugoslávský fotbalista srbské národnosti, obránce. 

## Fotbalová kariéra
V jugoslávské lize hrál v týmu FK Crvena zvezda, nastoupil v 76 ligových utkáních a dal 3 góly. S týmem získal tři mistrovské tituly a čtyřikrát vyhrál jugoslávský fotbalový pohár. Dále hrál ve francouzské Ligue 1 za Lille OSC, nastoupil v 6 utkáních a dal 1 gól. V Poháru mistrů evropských zemí nastoupil ve 3 utkáních a ve Veletržním poháru nastoupil ve 4 utkáních. Za reprezentaci Jugoslávie nastoupil v roce 1964 ve 4 utkáních.

## Ligová bilance
| Ročník                          | Zápasy | Góly | Klub                   |
| ------------------------------- | ------ | ---- | ---------------------- |
| Jugoslávská Prva liga 1961/1962 | 7      | 0    | Crvena zvezda Bělehrad |
| Jugoslávská Prva liga 1962/1963 | 8      | 0    | Crvena zvezda Bělehrad |
| Jugoslávská Prva liga 1963/1964 | 19     | 0    | Crvena zvezda Bělehrad |
| Jugoslávská Prva liga 1964/1965 | 17     | 1    | Crvena zvezda Bělehrad |
| Jugoslávská Prva liga 1965/1966 | 21     | 2    | Crvena zvezda Bělehrad |
| Jugoslávská Prva liga 1966/1967 | 0      | 0    | Crvena zvezda Bělehrad |
| Jugoslávská Prva liga 1967/1968 | 10     | 0    | Crvena zvezda Bělehrad |
| Jugoslávská Prva liga 1968/1969 | 0      | 0    | Crvena zvezda Bělehrad |
| Jugoslávská Prva liga 1969/1970 | 4      | 0    | Crvena zvezda Bělehrad |
| Jugoslávská Prva liga 1970/1971 | 0      | 0    | Crvena zvezda Bělehrad |
| Ligue 1 1971/1972               | 6      | 1    | Lille OSC              |
| CELKEM 1. jugoslávská liga      | 86     | 3    |                        |
| CELKEM Ligue 1                  | 6      | 1    |                        |